# SC Frankfurt
Der Sportclub Frankfurt war ein 1962 gegründeter Sportklub im DDR-Sportsystem in Frankfurt (Oder). Im Jahr 1969 wurde er zugunsten des ASK Vorwärts Frankfurt aufgelöst, der zum neuen Bezirkssportclub wurde.

## Sektion Fußball
Analog zu den Leistungszentren des SC Potsdam und des SC Neubrandenburg sollte 1961 nach den Vorstellungen der Funktionäre auch in Frankfurt ein Klub entstehen, in dem Talente und Spitzenspieler konzentriert werden konnten. In der Folgezeit stellte sich die Gründung des Klubs als schwierig dar. Da die Stadt Frankfurt bis zum damaligen Zeitpunkt keine Erst- bzw. Zweitligamannschaft im Fußball besaß, sollte der SC Frankfurt die Fußballmannschaft der BSG Stahl Stalinstadt übernehmen und unter dem Namen SC Frankfurt in Stalinstadt spielen. Dieses Vorhaben rief heftige Proteste vor allem aus dem Trägerbetrieb EKO hervor, sodass diese Planung wieder verworfen wurde.
Nach Verhandlungen mit Erich Mielke und der Sportvereinigung Dynamo wurde die Mannschaft der 1951 gegründeten und gerade in die zweitklassige DDR-Liga aufgestiegenen SG Dynamo Frankfurt in den SC Frankfurt integriert. Dabei übernahm der SC Frankfurt auch den Ligaplatz von Dynamo Frankfurt. Die SG Dynamo Frankfurt blieb weiter bestehen und nahm den viertklassigen Platz von Einheit Frankfurt in der Bezirksliga Frankfurt ein.
Der SC Frankfurt wurde mit der alten Dynamo-Mannschaft in die erste Zweitligasaison  geschickt. Der ursprüngliche Grundgedanke des Zuführens von Talenten und Spitzenspielern wurde letztlich nie realisiert. Die Brandenburger konnten zunächst den Klassenerhalt sichern, in der anschließenden Spielzeit 1963/64 stieg der SC Frankfurt jedoch als abgeschlagener Tabellenletzter wieder ab. Klar sichtbar wurde das Scheitern des Leistungszentrums vor allem bei der blamablen 1:15-Niederlage gegen den TSC Berlin.
In der Bezirksliga spielten der SC Frankfurt und die Rumpfmannschaft der SG Dynamo Frankfurt wieder in einer Liga, die als Bezirksliga nach einer Ligenreform inzwischen drittklassig geworden war. Beide Mannschaften dominierten die Bezirksliga. In der Saison 1965/66 gewann Dynamo Frankfurt vor dem SCF die Herbstmeisterschaft. In der anschließenden Winterpause kam es im DDR-Fußball zu umfassenden Umstrukturierungen. Aus sämtlichen Sportclubs wurden die Fußballsektionen herausgelöst. Aus den zehn besten Sektionen entstanden Fußballclubs, der SC Frankfurt als Bezirksligist gehörte jedoch nicht dazu. Dessen Spiele wurden annulliert, die Mannschaft trat daraufhin wieder der SG Dynamo bei und spielte unter deren Namen weiter in der Bezirksliga Frankfurt.

## Statistik
- Teilnahme DDR-Liga: 1962/63, 1963/64
- Ewige Tabelle der DDR-Liga: Rang 146